# Dennis Wiersma
Auke Dennis Wiersma (ur. 19 lutego 1986 w m. Franeker) – holenderski polityk, parlamentarzysta, w latach 2021–2022 sekretarz stanu, w latach 2022–2023 minister.

## Życiorys
Kształcił się w szkole nauczycielskiej w Zwolle (2004–2005). Studiował następnie socjologię na Uniwersytecie w Groningen (2005–2009) oraz administrację publiczną i nauki o organizacji na Uniwersytecie w Utrechcie (2010–2012). Był wiceprzewodniczącym organizacji studenckiej Landelijke Studentenvakbond (2009–2010), a w latach 2011–2013 przewodniczącym FNV Jong, młodzieżówki centrali związkowej Federatie Nederlandse Vakbeweging. Od 2013 do 2017 pracował jako kierownik projektu w dziale zrównoważonego rozwoju funduszu emerytalnego PGGM. W międzyczasie odpowiadał także za ministerialny projekt dotyczący kwestii bezrobocia wśród młodzieży.
W 2006 wstąpił do Partii Ludowej na rzecz Wolności i Demokracji (VVD). W 2017 po raz pierwszy uzyskał mandat deputowanego do Tweede Kamer. Z powodzeniem ubiegał się o poselską reelekcję w wyborach w 2021.
W sierpniu 2021 dołączył do trzeciego rządu Marka Ruttego jako sekretarz stanu w resorcie spraw społecznych i zatrudnienia. W styczniu 2022 w jego czwartym gabinecie objął stanowisko ministra bez teki ds. szkolnictwa podstawowego i średniego. Złożył rezygnację w czerwcu 2023 po skargach, w których zarzucano mu napady złości i zastraszanie.